# Mala šola
Mala šola je del sistema vzgoje in izobraževanja predšolskih otrok in je namenjena pripravi otrok na osnovno šolo. V Sloveniji je tak sistem obstajal od leta 1981 do uvedbe devetletke leta 2003, ko je malo šolo nadomestil 1. razred devetletke.
V splošnem se izraz mala šola lahko povezuje tudi s predstavitvijo osnovnega znanja nekega predmeta oziroma z začetnim učenjem različnih dejavnosti.

## Ukinitev male šole v Sloveniji
Sredi devetdesetih let dvajsetega stoletja sta pobudo pri uvedbi devetletke prevzela Slavko Gaber, tedanji minister za šolstvo, znanost in šport Republike Slovenije, in Ljubica Marjanovič Umek, razvojna psihologinja. Prenova šolskega sistema naj bi slovenski šolski sistem približala ostalim, ki so se uporabljali v Evropi.
Sprememba je prinesla tudi spremembe v učnem načrtu. Po novem je od prvošolcev zahteval manj znanja, ki so ga pridobili šele pozneje, torej v drugem razredu osnovne šole. Nekateri starši so v prvih letih po uvedbi devetletke opažali razlike med kakovostjo pouka prvošolcev glede na šolo, v katero so hodili, v refleksijah pozneje pa so mnogi tudi opažali, da je devetletka odvzela pomen na primer tehničnemu pouku, preveč in prezgodaj pa ga je pripisala tujim jezikom. Med vidnejšimi kritiki devetletke je bil tudi Dušan Merc.